# اللجوء الملكي الكوري للسفارة الروسية
اللجوء الملكي الكوري للسفارة الروسية (بالهانغل: 아관파천، وبالهانجا: 俄館播遷، وحرفياً: آه غوان باتشون، وبالروسية: Бегство короля Коджона в русскую миссию) هي رحلة هروب للأسرة الملكية الكورية بعد الحرب اليابانية الصينية الأولى خلال الصراع السياسي في البلاط الملكي في مملكة جوسون أثناء عهد الملك غوجونغ وابنه ولي العهد سنجونغ. من مبنى السفارة الروسية أدار الملك الحكومة لمدة سنة من 11 فبراير 1896 وحتى 20 فبراير 1897. خطط إي بوم جِن أحد المسؤولين الموالين لروسيا هذا الأمر مع القنصل الروسي كارل إيفانوفيتش ويبر.